# Hollanderkorps

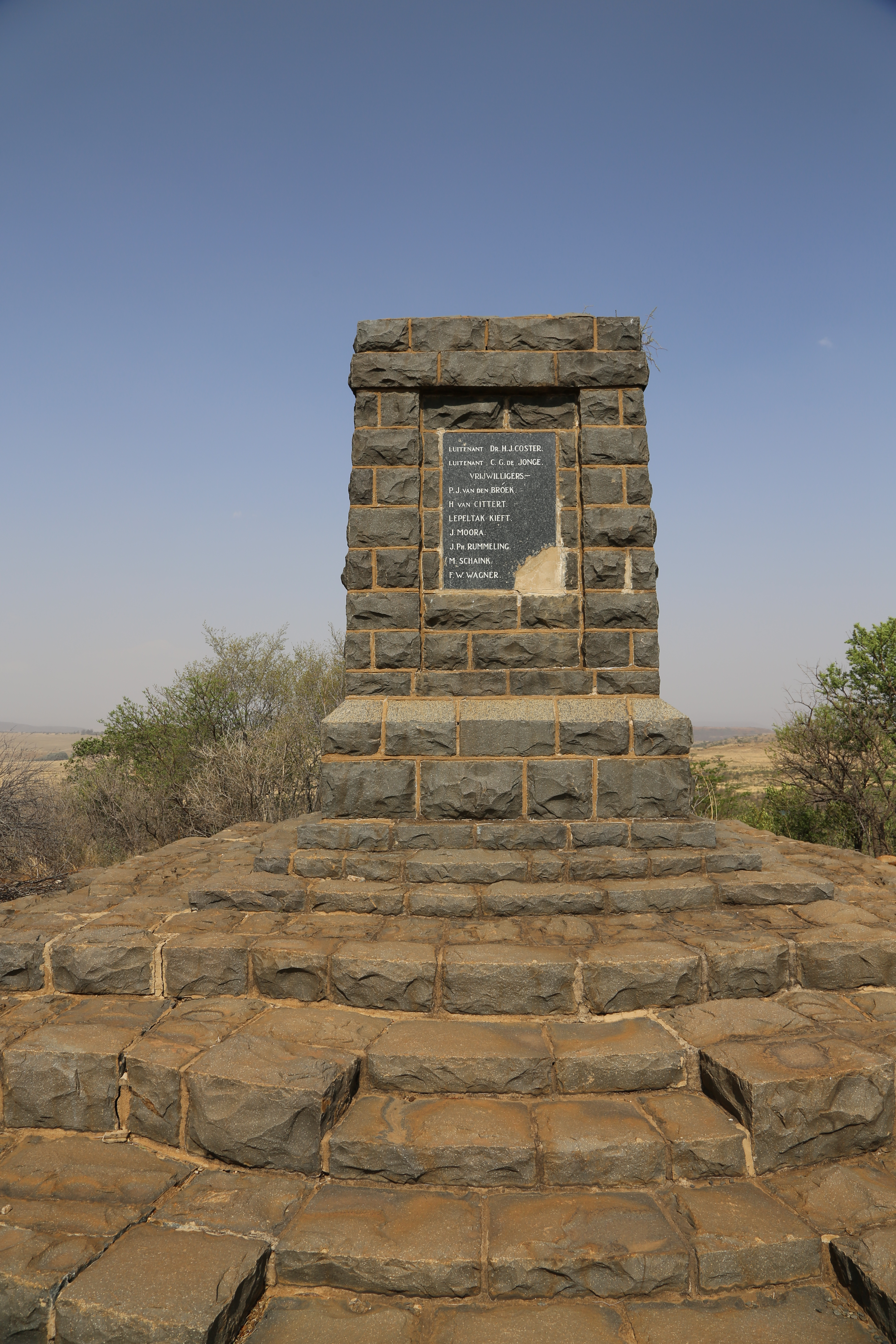
Monument voor het Hollanderkorps

Het Hollanderkorps was een militaire eenheid die kortstondig bestond tijdens de Tweede Boerenoorlog. De eenheid bestond uit Nederlandse en Belgische oorlogsvrijwilligers die al in de Zuid-Afrikaansche Republiek en de republiek Oranje Vrijstaat woonden, en uit personen die speciaal vanuit Nederland overkwamen.

## Geschiedenis
Het Hollanderkorps werd op 14 september 1899 opgericht en kwam onder leiding te staan van Herman Coster en Cars de Jonge. Ongeveer 150 strijdkrachten namen direct deel aan de strijd. Leden die niet actief wilden vechten werden ingedeeld voor garnizoensdienst.
Op 21 oktober 1899 nam het Hollanderkorps deel aan de Slag bij Elandslaagte. Bij deze slag kwamen negen leden van het Hollanderskorps om het leven, waaronder Coster en De Jonge. Ongeveer dertig werden krijgsgevangen gemaakt en 40 mannen ontsnapten. Na de Slag bij Elandslaagte werd het Hollanderkorps ontbonden. Verschillende leden sloten zich aan bij andere legeronderdelen van de Boerenstrijdkrachten.
In 1926 werd een herdenkingsmonument onthuld ter ere van de leden van het Hollanderkorps die omkwamen tijdens de Slag bij Elandslaagte. Dit monument werd in 2014 vernield.

## Leden van het Hollanderkorps
Bekende leden van het Hollanderkorps waren:
- Herman Coster
- Cars Geert de Jonge
- Johannes Petrus la Grange Lombard
- Boudewijn Gerrit Versélewel de Witt Hamer
- Andries Smorenburg
- Cor(nelis) van Gogh,
- Frans Oerd
- Jochem van Bruggen
- Herman van Broekhuizen
- Willem Frederik Mondriaan, broer van de kunstenaar Piet Mondriaan